# Präfektur (Japan)
Präfekturen (jap. 都道府県 todōfuken, im Singular 都 -to, 道 -dō, 府 -fu oder 県 -ken) sind eine Gebietskörperschaft in Japan. Als Einheitsstaat ist Japan von oben herab eigentlich flächendeckend in drei Verwaltungsebenen gegliedert: Die heute 47 Präfekturen (siehe Liste der Präfekturen Japans) bilden dabei die mittlere Verwaltungsebene zwischen dem Zentralstaat und den Gemeinden (shi/ku/chō/son). Jede Präfektur ist weiter flächendeckend in Gemeinden unterteilt. Allerdings ist die Gemeindezugehörigkeit mancher Gebiete ungeklärt und damit mancherorts auch die Präfekturgrenzen, wenn Gemeinden verschiedener Präfekturen involviert sind. Die 47 Präfekturen werden oft in acht geographisch und kulturell zusammenhängende Regionen gruppiert, die selbst aber keine Verwaltungseinheiten darstellen.
Das Prinzip „lokaler Selbstverwaltung“ (chihō jichi) ist in Kapitel 8 der Verfassung von 1947 festgeschrieben. Insbesondere finanziell sind die Präfekturen aber stark von der Zentralregierung abhängig. Die Verwaltung jeder Präfektur wird von einem Gouverneur (to-/dō-/fu-/ken-chiji) geleitet, der seit 1947 ebenso wie die Präfekturparlamente (to-/dō-/fu-/ken-gikai) alle vier Jahre vom Volk gewählt wird.

## Bezeichnung
Im Japanischen gibt es vier verschiedene Bezeichnungen für „Präfektur“, welche von der Andersartigkeit der jeweiligen Verwaltungseinheiten in der Vergangenheit herrühren: to (jap. 都), dō (道), fu (府) und ken (県). To wird nur für die Präfektur Tokio benutzt (Tōkyō-to), dō ausschließlich für die Präfektur Hokkaidō, fu für die Präfekturen Osaka und Kyōto, ken für alle übrigen 43 Präfekturen. Im Japanischen, das keinen grammatischen Plural kennt, steht die Zusammenfassung To-dō-fu-ken für die Präfekturen Japans. Die Präfekturbezeichnungen werden einzeln als Nomen und als Suffixe den jeweiligen Präfekturnamen angehängt, z. B. Kyōto-fu (京都府).
Die ersten Präfekturen wurden 1868 während der Meiji-Restauration aus früherem Shogunats-Land gebildet, wobei es daneben noch die Han der Daimyō gab. Mit der Abschaffung des Han-Systems am 29. August 1871 wurden die Lehen direkt zu Präfekturen umgewandelt, so dass es 305 Präfekturen (fu und ken) gab. Ihre Anzahl wurde bis 1888 drastisch auf 47 verringert.
Das Schriftzeichen 県 für die ken wurde im japanischen Altertum für die Bezirks-Verwaltungseinheiten agata verwendet, die im 7. Jahrhundert mit der Einführung des Ritsuryō-Systems zugunsten der gun (郡) abgeschafft wurden. Dafür wurde das Schriftzeichen für die chinesischen xiàn (chinesisch 縣 / 县) verwendet, die historisch als Präfektur übersetzt werden. Diese standen interessanterweise unter den chinesischen Kommandanturen (郡,  jùn), ein Schriftzeichen, das im Japanischen für Bezirke/Landkreise steht, die heute den Präfekturen untergeordnet sind.
1947 wurde ein Gesetz erlassen, das den Präfekturen eine größere Selbständigkeit und politische Macht ermöglichte. Im Jahr 2003 verkündete der damalige Premierminister Japans, Jun’ichirō Koizumi, dass die momentanen Präfekturen in zehn Gliedstaaten aufgehen werden. Den dabei entstehenden Staaten soll mehr Autonomie gewährt werden als den Präfekturen. Die entsprechende Gesetzgebung liegt jedoch auf Eis. Inzwischen wird ein solches Dōshūsei von den meisten größeren Parteien prinzipiell unterstützt.

## Präfekturen
Die Reihenfolge der Präfekturnummern orientiert sich an der geographischen Lage und ist in ISO 3166-2:JP standardisiert.
| Präfektur | Code  |
| --------- | ----- |
| Aichi     | JP-23 |
| Akita     | JP-05 |
| Aomori    | JP-02 |
| Chiba     | JP-12 |
| Ehime     | JP-38 |
| Fukui     | JP-18 |
| Fukuoka   | JP-40 |
| Fukushima | JP-07 |
| Gifu      | JP-21 |
| Gunma     | JP-10 |
| Hiroshima | JP-34 |
| Hokkaidō  | JP-01 |
| Hyōgo     | JP-28 |
| Ibaraki   | JP-08 |
| Ishikawa  | JP-17 |
| Iwate     | JP-03 |
| Kagawa    | JP-37 |
| Kagoshima | JP-46 |
| Kanagawa  | JP-14 |
| Kōchi     | JP-39 |
| Kumamoto  | JP-43 |
| Kyōto     | JP-26 |
| Mie       | JP-24 |
| Miyagi    | JP-04 |
| Miyazaki  | JP-45 |
| Nagano    | JP-20 |
| Nagasaki  | JP-42 |
| Nara      | JP-29 |
| Niigata   | JP-15 |
| Ōita      | JP-44 |
| Okayama   | JP-33 |
| Okinawa   | JP-47 |
| Osaka     | JP-27 |
| Saga      | JP-41 |
| Saitama   | JP-11 |
| Shiga     | JP-25 |
| Shimane   | JP-32 |
| Shizuoka  | JP-22 |
| Tochigi   | JP-09 |
| Tokushima | JP-36 |
| Tokio     | JP-13 |
| Tottori   | JP-31 |
| Toyama    | JP-16 |
| Wakayama  | JP-30 |
| Yamagata  | JP-06 |
| Yamaguchi | JP-35 |
| Yamanashi | JP-19 |

## Verwaltungsgliederung
Hauptartikel: Gemeinde (Japan), Ku (Japan)
Einige Präfekturen untergliedern sich heute weiter in Chiiki (地域), welche bedingt mit den deutschen Regierungsbezirken vergleichbar sind. Im flächengrößten Hokkaidō heißen diese 14 Einheiten Sōgō Shinkō-kyoku und Shinkō-kyoku ((総合)振興局) und werden auch mit „Unterpräfektur“ (engl. Subprefecture) übersetzt.
Alle Präfekturen sind in Gemeinden unterteilt: kreisfreie Städte/Großstädte Shi, sowie Landkreisen Gun angehörige Städte Machi/Chō und Dörfer Mura/Son (村) und „Sonderbezirke“ Tokubetsu-ku (特別区). Zusammen werden die Gemeinden in Japan als shi-chō-son (市町村) oder unter Berücksichtigung Tokios als shi-ku-chō-son (市区町村, in einem rein Tokioter Kontext auch 区市町村, ku-shi-chō-son) bezeichnet.
„Regierungsdesignierte Großstädte“ (seirei shitei toshi) untergliedern sich in Stadtbezirke Ku, die über den Stadtteilen stehen. Städte (Shi) gliedern sich im Übrigen weiter in Stadtteile, deren Schriftzeichen 町 dasselbe wie das für Landgemeinden ist und ebenfalls je nach Ort auch als machi oder chō gelesen wird.

### Historische Entwicklung
Nach der Einrichtung der ersten Präfekturen 1868/flächendeckend 1871 entwickelte die Meiji-Regierung in mehreren Schritten eine moderne subnationale Verwaltung, anfangs zum Teil noch parallel zu den Strukturen der Edo-Zeit (han, gumi, Ständeordnung) und der Antike (dō, Provinzen, Kreise). Die meisten heutigen Verwaltungsformen waren in den 1890er entstanden, die [Selbst-]Verwaltung wurde in der Besatzungszeit im Wesentlichen in heutige Form gebracht. Die tatsächliche räumliche heutige Verwaltungsgliederung wurde maßgeblich durch die Präfekturfusionen der 1870er und 1880er Jahre sowie darunter durch die Gemeindefusionen der Nachkriegszeit (vor allem Große Shōwa-Gebietsreform der 1950er und Große Heisei-Gebietsreform der 2000er Jahre) geprägt. Die wesentlichen Schritte waren:
- Verwaltungsgliederung der Präfekturen unter dem „System großer und kleiner Bezirke“ (大区小区制 daiku-shōku-sei) von 1871, verknüpft mit dem modernisierten Familienregister (Koseki)

| Präfektur (-fu/-ken)                                                                              |
| [numerierter] „Großbezirk“ (大区 daiku) (mancherorts deckungsgleich zu antiken Kreisen, gun/kōri) |
| [numerierter] „Kleinbezirk“ (小区 shōku) (nicht in allen Präfekturen)                             |
- Verwaltungsgliederung unter dem „Gesetz über die Organisation von -gun, -ku, -machi und -mura“ (郡区町村編制法 gunkuchōson-hensei-hō) von 1878 und weiteren Gesetzen

| Verwaltungseinheit                                                                             | Verwaltungseinheit                                                                             | Verwaltung |
| ---------------------------------------------------------------------------------------------- | ---------------------------------------------------------------------------------------------- | --- |
| Präfektur (-fu/-ken)                                                                           | Präfektur (-fu/-ken)                                                                           | ernannter Gouverneur (fu-/kenchiji), gewählte Präfekturversammlung (fu-/kenkai)                                                                             |
| Stadtkreis/„Bezirk“ (-ku)                                                                      | Landkreis (-gun)                                                                               | ernannter Kreisvorsteher (gun-/kuchō), in -ku ab 1880 gewählte Versammlung (kukai)                                                                          |
| -machi/-chō (auf dem Land: Stadt, in größeren Siedlungen: Stadtviertel) oder -mura/-son (Dorf) | -machi/-chō (auf dem Land: Stadt, in größeren Siedlungen: Stadtviertel) oder -mura/-son (Dorf) | mit Einschränkungen: gewählter Ortsvorsteher (戸長 kochō; in -chō/-son eines -ku funktionell vom kuchō ersetzt), ab 1880 gewählte Versammlung (chō-/sonkai) |
- Verwaltungsgliederung nach Präfekturordnung, Kreisordnung, Gemeindeordnungen (fukensei, gunsei, shisei, chōsonsei) 1888–90

| Verwaltungseinheit | Verwaltungseinheit | Verwaltung |
| --- | --- | --- |
| Präfektur ([-dō/]-fu/-ken)                                                                                             | Präfektur ([-dō/]-fu/-ken)                                                                                             | „beratender Präfekturausschuss“ (fu-/ken-sanjikai) aus ernanntem Gouverneur, Stellvertreter[n] und ernannten & gewählten ehrenamtlichen Beigeordneten (meiyoshoku sanjikaiin), [in manchen Präfekturen 1890–99 indirekt] gewählte Versammlung |
| Kreisfreie Stadt (-shi)                                                                                                | bis 1920er: Landkreis (-gun)                                                                                           | „beratender Stadt-/Kreisausschuss“/Magistrat (shi-/gun-sanjikai) aus ernanntem/ab 1920er: indirekt gewähltem Bürgermeister (shichō)/Landrat (gunchō), Stellvertreter[n] und ernannten & gewählten ehrenamtlichen Beigeordneten, [in Städten bis 1920er unter Dreiklassenwahlrecht, in Landkreisen indirekt] gewählte Versammlung (shi-/gunkai) |
| | Stadt (-machi/-chō) oder Dorf (-mura/-son)                                                                             | mit Einschränkungen: indirekt gewählter Bürgermeister (chō-/sonchō), [bis 1920er unter Zweiklassenwahlrecht] gewählte Versammlung (chō-/sonkai) |
| in drei, später sechs Großstädten: [Verwaltungs-/Stadt-]Bezirke (-ku)                                                  | | prinzipiell Teil der Stadtverwaltung; in den Bezirken mancher Städte weiterhin gewählte Versammlungen |
| Orts-/Stadtteile (-machi/-chō/aza/u.a. oder ohne Suffix/Zusatz) & ggf. deren [numerierte] Stadtteilabschnitte (-chōme) | Orts-/Stadtteile (-machi/-chō/aza/u.a. oder ohne Suffix/Zusatz) & ggf. deren [numerierte] Stadtteilabschnitte (-chōme) | keine Verwaltungseinheiten i.e.S., aber in der Regel Grundeinheiten der Volkszählung und des Adresssystems, in Städten außerdem teilweise der Orts-/Stadtteilvereinigungen (chōnaikai; im Krieg den kleineren tonarigumi übergeordnet, die auf die oben genannten (5/10-nin-)gumi der Tokugawa-Zeit zurückgehen), die besonders im Krieg auch mit öffentlichen Aufgaben betraut wurden (Zivil-/Luftschutz, Lebensmittelrationierung, politische Mobilisierung/Yokusankai-Gleichschaltung) |
Sonderfälle mit grundsätzlich anderer Verwaltungsstruktur sind Okinawa-ken vor 1909 (Einführung der Präfekturordnung)/1921 (Einführung der Gemeindeordnungen und kreisfreien Städten), Hokkai[-]dō vor 1922 (Einführung von kreisfreien Städten)/1946 (Einführung der Präfekturordnung), Tōkyō-to 1943–47 (unterlag Sondergesetzen, insbesondere Tōkyō-tosei).
Hier nicht dargestellt sind Zentralsierungsmaßnahmen und neue parallele Regionalverwaltungsstrukturen (ohne Parlamente) im Pazifikkrieg.
- Verwaltungsgliederung nach Nachkriegsverfassung und Selbstverwaltungsgesetz seit 1947

| Verwaltungseinheit | Verwaltungseinheit | Verwaltung |
| --- | --- | --- |
| Präfektur (-to/-dō/-fu/-ken)                                                                                           | Präfektur (-to/-dō/-fu/-ken)                                                                                           | direkt gewählter Gouverneur (to-/dō-/fu-/ken-chiji), direkt gewähltes Parlament (to-/dō-/fu-/ken-gikai)                                                                                   |
| Nur in manchen Präfekturen, und nicht überall flächendeckend: Unterpräfektur (shichō, shinkōkyoku und anderes)         | | Teil der Präfekturverwaltung |
| Gemeinde: Kreisfreie Stadt (-shi), [Sonder-]Bezirk ([tokubetsu]-ku), Stadt (-machi/-chō) oder Dorf (-mura/-son)        | Gemeinde: Kreisfreie Stadt (-shi), [Sonder-]Bezirk ([tokubetsu]-ku), Stadt (-machi/-chō) oder Dorf (-mura/-son)        | direkt gewählter Bürgermeister (shi-/ku-/chō-/sonchō), direkt gewähltes Parlament (shi-/ku-/chō-/son-gikai)                                                                               |
| Nur in designierten Großstädten (seirei shitei toshi) ab 1956, dort flächendeckend: [Verwaltungs-]Bezirk ([gyōsei]-ku) | | Teil der Stadtverwaltung |
| Orts-/Stadtteile (-machi/-chō/aza/u.a. oder ohne Suffix/Zusatz) & ggf. deren [numerierte] Stadtteilabschnitte (-chōme) | Orts-/Stadtteile (-machi/-chō/aza/u.a. oder ohne Suffix/Zusatz) & ggf. deren [numerierte] Stadtteilabschnitte (-chōme) | per se keine Verwaltung, aber meist Grundeinheiten der Volkszählung und des Adresssystems; manchmal, besonders nach deckungsgleichen Eingemeindungen, Außenstellen der Gemeindeverwaltung |

## Typen von Präfekturen
Der Grund für die unterschiedlichen Bezeichnungen der Präfekturen in der japanischen Sprache (to, do, fu und ken) liegt in ihrer jeweiligen historischen Entwicklung.

### fuundken
Während der Edo-Zeit verwaltete das Tokugawa-Shogunat mehrere Städte direkt durch Shogunatsverwalter (奉行, bugyō), darunter die „drei Hauptstädte“ (三都, santo) Edo, Osaka und Kyōto und weitere wichtige Städte wie den begrenzt für den direkten Außenhandel mit Christen geöffneten Hafen Nagasaki, Nikkō mit dem Tokugawa-Mausoleum oder die ab den 1850ern durch die westlichen Großmächte geöffneten Vertragshäfen. Außerdem hielten die Tokugawa einige der ertragreichsten Regionen des Landes in den großen Ebenen. Die vom Shōgunat kontrollierten Gebiete, Bakuryō, umfassten zusammen etwa ein Viertel des Landes. In den Han (Lehen) wurde das restliche Land von den jeweiligen Daimyō verwaltet.
1868 wurden in der Meiji-Restauration die bugyō der drei größten Städte und der Vertragshäfen in saibansho, dann in fu umgewandelt. Mit Ausnahme von Tokio, Osaka und Kyōto wurden diese Präfekturen 1869 in ken umbenannt. Die fu werden daher auch als Stadtpräfekturen bezeichnet, alle wurden aber in den folgenden Jahren um ländliche Gebiete erweitert. Die in der Edo-Zeit von Tokugawa kontrollierten ländlichen Gebiete und die übrigen Shōgunatsstädte wurden 1868 in ken eingeteilt und von der Meiji-Regierung verwaltet. Diese Verwaltungsstruktur in der frühen Meiji-Zeit, in der die noch von den Fürsten regierten Lehen (han) und die von der neuen Zentralregierung kontrollierten fu und ken parallel existierten, wird im Japanischen auch als fu-han-ken sanchisei (grob „Dreierverwaltungssystem aus fu, han und ken“) bezeichnet.
Als 1871 die Han landesweit abgeschafft wurden, wurden die meisten zunächst ohne Gebietsveränderung in ken umgewandelt – danach gab es anfangs 305 Präfekturen (ohne Kaitakushi/Hokkaidō) –, dann aber viele noch im gleichen Jahr zusammengelegt. Bis in die 1880er Jahre hatten sich im Mutterland im Wesentlichen die heutigen Präfekturen herausgebildet. 1878 erhielten die Präfekturen das Recht, eigene Steuern zu erheben, und gleichzeitig gewählte Präfekturparlamente (Hokkaidō und Okinawa erst später), die über diese Steuern mit entscheiden durften.
1889 wurde eine kommunale Selbstverwaltung nach preußischem Vorbild und der Status von shi, kreisfreien Städten, neben den bereits bestehenden kreisangehörigen Gemeinden (machi und mura) eingeführt. Gleichzeitig wurden in einer Gebietsreform zahlreiche vormoderne Gemeinden zu größeren Einheiten zusammengelegt. 1889 wurden zwar auch die drei größten Städte Kyōto, Osaka und Tokio -shi, aber mit dem shisei tokurei galt für sie eine Sonderregelung, nach der diese keine eigenständige Exekutive hatten; stattdessen war der Gouverneur der Präfektur in Personalunion Bürgermeister der Stadt. Diese Sonderregelung wurde erst 1898 aufgehoben. Vor dem Zweiten Weltkrieg existierten unterschiedliche Gesetze für fu und ken, welche jedoch nach dem Krieg verschwanden, sodass fu und ken grundsätzlich die gleiche Art Verwaltungseinheit sind.
Während des Zweiten Weltkrieges wurde die Selbstverwaltung der Stadt Tokio durch die direkte Kontrolle der Zentralregierung ersetzt und Tōkyō-fu zu Tōkyō-to.

### Hokkaidō
Die Bezeichnung dō (Bezirk) wurde im Gokishichidō-System ursprünglich genutzt um Regionen wie Tōkaidō zu bezeichnen. Diese wiederum bestanden aus mehreren Provinzen. Hokkaidō ist das einzige noch heute existierende dō in Japan, obwohl es keines der ursprünglich sieben dō war (in vormodernen Zeiten war es als Ezo bekannt). Der heutige Name wird auf Matsuura Takeshiro zurückgeführt. Er war ein früher japanischer Entdecker der Insel Hokkaidō. Da es nicht in die existierende dō-Einteilung passte, führte er ein neues dō ein.
Die Meiji-Regierung bezeichnete Hokkaidō ursprünglich als freies Siedlungsgebiet, später wurde die Insel in drei Präfekturen, die nach den größeren Städten Sapporo, Hakodate und Nemuro benannt wurden, unterteilt. Diese wurden 1886 zu einer einzigen Präfektur Hokkaidō mit dem Verwaltungssitz Sapporo zusammengefasst. Die Endung ken wurde nie zu dem Namen Hokkaidō zugeführt, so dass der dō-Suffix als Präfektur verstanden wird.
Hokkaidō lässt sich auch heute aufgrund seiner Größe, der natürlichen Gegebenheiten und der strengen Winter anders als die meisten anderen Präfekturen schlecht von einer einzigen Zentrale aus verwalten, sodass die Präfektur in verschiedene Unterpräfekturen unterteilt wurde. Die Außenämter ((sōgō) shinkō-kyoku, vormals shichō) der Präfekturverwaltung unterstützen deren administrative Arbeit vor Ort. Entsprechungen in verschiedenen anderen Präfekturen (chihō) spielen vergleichsweise geringere Rollen.
Hokkaidō-Präfektur ist, rein grammatisch gesehen, ein redundanter Ausdruck. Er wird jedoch ab und zu genutzt um den Begriff für die Präfekturregierung von dem Namen der Insel zu unterscheiden. Der japanische Begriff für die Regierung der Präfektur Hokkaidō wird direkt übersetzt mit Hokkaidō-Regierung und nicht Hokkaidō-Präfekturregierung.
Hokkaidō ist die am dünnsten besiedelte Insel Japans.

### Tōkyō-to
Die einzige to in Japan ist Tokio (Tōkyō). Nach dem Sturz des Shōgunats bestand Tōkyō-fu, eine Präfektur wie Osaka und Kyōto. Anfangs bestand sie nur aus dem Stadtgebiet des früheren Edo, wurde aber bald um umliegende Landkreise, später um das Tama-Gebiet und abgelegene Inseln erweitert. 1878 wurden Gemeinden und Kreise durch das gun-ku-chō-son-hensei-hō (郡区町村編制法) reorganisiert. Dabei wurde das spätere Stadtgebiet von Tokio in 15 ku (Bezirke oder Stadtkreise) eingeteilt, der Rest der Präfektur bestand zunächst aus sechs Landkreisen (gun) mit ihren Gemeinden (chō-son). Bei der Gemeindereform von 1889 entstand die Stadt Tōkyō, die 15 ku wurden zu Stadtbezirken. 1932 wurden fünf umliegende Landkreise der Präfektur Tokio in die Stadt Tokio eingemeindet, die damit nun 35 Stadtbezirke umfasste.
1943 wurde mit Erlass des Tōkyō-tosei die Stadt Tōkyō aufgelöst und Tokios Stadtbezirke standen nun unter direkter Kontrolle der vom Innenministerium eingesetzten Präfekturverwaltung. Die Verwaltung von Tōkyō-to fungierte danach weiterhin als Präfekturverwaltung für die gesamte Präfektur, gleichzeitig aber als Stadtverwaltung für die bisherige Stadt. Um diese Eigenart widerzuspiegeln wurde Tōkyō-fu zu Tōkyō-to umbenannt, wobei to hier „Metropole; Hauptstadt“ heißt. Nach dem Ende des Pazifikkrieges wurde 1947 das Stadtgebiet in 23 [„Sonder“-]Bezirke ([tokubetsu-]ku) auf kommunaler Ebene reorganisiert und die Verwaltung demokratisiert. Nach Ende der Besatzungszeit waren die Bezirke jedoch zunächst wieder präfekturunmittelbar und die Bürger durften z. B. nicht wie in anderen Gemeinden ihre Bürgermeister direkt wählen; aber in mehreren Reformen erhielten die Bezirke schrittweise bis zum Jahr 2000 einen vergleichbaren Status wie andere Gemeinden in der Präfektur und im ganzen Land.
Es gibt einige Unterschiede in der Terminologie zwischen Tokio und den anderen Präfekturen. Zum Beispiel werden die Polizei- und Feuerwehrstationen als chō anstatt hombu bezeichnet. Der Hauptunterschied zwischen der Präfektur Tokio und den anderen Präfekturen besteht darin, dass Tokio weiterhin einige klar umgrenzte kommunale Aufgaben von den Tokioter Bezirken übernimmt und dort einige sonst kommunale Steuern erhebt. Die japanische Regierung gibt den Begriff Tōkyō-to im Englischen mit Tokyo Metropolis wieder. Die Verwaltung wird in englischer Übersetzung Tokyo Metropolitan Government genannt. Ins Deutsche wird jedoch Tōkyō-to in der Regel als Präfektur Tōkyō übersetzt.
Die in der Präfektur Osaka regierende Ōsaka Ishin no Kai wollte als eines ihrer Hauptziele die Ōsaka-fu in die Ōsaka-to umwandeln, in der die Städte Osaka und Sakai wie Tokio abgeschafft und in „Sonderbezirke“ gegliedert würden, die dann zwar Gemeindestatus hätten aber einige kommunale Aufgaben der Präfekturverwaltung überließen. Nach politischen Rückschlägen, vor allem einer klaren Bürgermeisterwahlniederlage in der Stadt Sakai, wurden die konkreten Pläne zunächst auf die Auflösung nur der Stadt Osaka beschränkt; aber auch dieser weniger ambitionierte „to-/Metropolis-Plan“ wurde von den Bürgern der Stadt Osaka in zwei Referenden 2015 und 2020 abgelehnt.
| Zeitpunkt                          | jap.                               | Meiji 1.Schalt-4     | Ende Meiji 2         | Ende Meiji 3         | Meiji 4.6           | Meiji 4.7           | Meiji 4.11                                              | Meiji 5.9           | Ende 1873 ( = Meiji 6) | Ende 1875 (Meiji 8) | Ende 1876 (Meiji 9) | Apr. 1879 (Meiji 12) | Ende 1888 (Meiji 21)       |
| Zeitpunkt                          | greg.                              | Mai/Jun. 1868        | Jan. 1870            | Feb. 1871            | Jul./Aug. 1871      | Aug./Sep. 1871      | Dez. 1871/Jan. 1872                                     | Okt./Nov. 1872      | Ende 1873 ( = Meiji 6) | Ende 1875 (Meiji 8) | Ende 1876 (Meiji 9) | Apr. 1879 (Meiji 12) | Ende 1888 (Meiji 21)       |
| Zeitpunkt                          | Ereignisse                         | (=fu/han/ken-System) | (=fu/han/ken-System) | (=fu/han/ken-System) | Abschaffung der Han | Abschaffung der Han | Dajōkan-Erlass über Gouverneure (県治条例 kenchi jōrei) | Gründung Ryūkyū-han |                        |                     |                     | Gründung Okinawa-ken | (Zahl seither unverändert) |
| 開拓使 Kaitakushi/ 北海道 Hokkaidō | 開拓使 Kaitakushi/ 北海道 Hokkaidō | –                    | 1                    | 1                    | 1                   | 1                   | 1                                                       | 1                   | 1                      | 1                   | 1                   | 1                    | 1 (dō)                     |
| 府 -fu                             | 府 -fu                             | 10                   | 3                    | 3                    | 3                   | 3                   | 3                                                       | 3                   | 3                      | 3                   | 3                   | 3                    | 3                          |
| 県 -ken                            | 県 -ken                            | 23                   | 46                   | 43                   | 41                  | 302                 | 72                                                      | 69                  | 60                     | 59                  | 35                  | 36                   | 43                         |
| 藩 -han                            | 藩 -han                            | 277                  | 271                  | 256                  | 261                 | –                   | –                                                       | 1                   | 1                      | 1                   | 1                   | –                    | –                          |
| Summe                              | Summe                              | 310                  | 321                  | 303                  | 306                 | 306                 | 76                                                      | 74                  | 65                     | 64                  | 40                  | 40                   | 47                         |

## Verwaltung
Jeder der 47 Präfekturen steht ein Gouverneur vor, die Legislative bildet ein Einkammerparlament. Wahlen finden alle vier Jahre statt, wobei die Wahlzyklen für Gouverneure und Parlamente unabhängig voneinander sind; Gouverneurswahlen und Parlamentswahlen müssen also nicht gleichzeitig stattfinden. Ein nationales Gesetz schreibt vor, dass jede Präfekturverwaltung Abteilungen für Allgemeine Angelegenheiten, Finanzen, Wohlfahrt, Gesundheit und Arbeit unterhalten soll. Je nach lokalem Bedarf können optional auch Abteilungen für Landwirtschaft, Fischerei, Forstwirtschaft, Handel und Industrie eingerichtet werden.
Im Sinne der verfassungsmäßig festgeschriebenen Selbstverwaltung der Gemeinden und Präfekturen ist es der Zentralregierung untersagt, ein Sondergesetz zu erlassen, das nur für eine bestimmte Gebietskörperschaft gilt, ohne die Zustimmung der betroffenen Einwohner einzuholen (Artikel 95). Ein solches Referendum (jūmin tōhyō) wurde 1950 in der Präfektur Tokio durchgeführt, um das shuto-kensetsu-hō (首都建設法; „Hauptstadtbaugesetz“) zu verabschieden, das in die Stadtplanung in Tokio eingriff. Es blieb das einzige auf Präfekturebene, da spätere Gesetze so formuliert und interpretiert wurden, dass ein Referendum nicht nötig war.
Die Präfekturen sind jedoch auch nicht völlig passiv. Japaner identifizieren sich stark mit ihrem Dorf, ihrer Stadt und ihrer Region und das Bestreben ist sehr stark, die regionalen Eigenheiten zu pflegen und zu erhalten. Präfekturen waren auch oft Vorreiter einer moderneren Gesetzgebung, die dann von der Zentralregierung übernommen werden.
Ein im Ausland beachtetes Beispiel für die unabhängige Entscheidung eines Präfekturparlamentes hat die Präfektur Shimane im Jahr 2005 geliefert, als sie den 22. Februar zum Takeshima-Tag ausgerufen hat (die Takeshima-Inselgruppe wurde 1953 von Südkorea besetzt, Japan erhebt aber weiter Ansprüche auf die Inseln). Die Ausrufung des Feiertags hat zu Protesten in Korea geführt. Premierminister Jun’ichirō Koizumi und die Zentralregierung unternahmen unter Hinweis auf die Unabhängigkeit der Lokalparlamente nichts dagegen. Andere Beispiele für politische Entscheidungen auf Präfekturebene, die ein internationales Medienecho fanden, sind das in Kanagawa erlassene Rauchverbot in öffentlichen Räumen oder das in Tokio eingeführte System zum Emissionsrechtehandel für Treibhausgase.
Bildung, eine der Hauptaufgaben der deutschen Bundesländer, wird in Japan von der Zentralregierung und Bildungsräten auf Kreisebene geregelt, ohne Einfluss der Präfektur. Einige Universitäten werden jedoch von Präfekturen betrieben. Oberschulen, eine Hauptaufgabe amerikanischer Bildungsräte auf Kreisebene, werden mehrheitlich von den Präfekturen eingerichtet und unterhalten.

### Präfekturfinanzen
Seit 1878 gewährt der Zentralstaat den Präfekturen eigene Steuerbefugnisse. Die heute dem Volumen nach wichtigsten Präfektursteuern sind die „[Präfektur-]Bürgersteuer“ (dō-/fu-/ken-min-zei), die auf Einkommen sowohl von natürlichen wie juristischen Personen erhoben wird, und die jigyōzei („Betriebssteuer“, eine weitere Körperschaftsteuer der Präfekturen). Zusammen machen sie rund zwei Drittel der Präfektursteuern aus (im Fiskaljahr 2007: 64,5 %), weitere wichtige Steuereinnahmen kommen zu 13,8 % aus dem Präfekturanteil der Mehrwertsteuer, zu 9,2 % aus der „Automobilsteuer“ (jidōsha-zei) und zu 5,5 % aus der an Straßenbauausgaben gebundene „Dieselabnahmesteuer“ (keiyu-hikitori-zei).

Karte des Pro-Kopf-Einkommens in den Präfekturen im Fiskaljahr 2010 in 10.000 Yen (400 ≈ 34.000 €)

Ein gebräuchlicher Maßstab für die Finanzkraft einzelner Präfekturen (wie auch bei Gemeinden) ist der „Finanzkraftindex“ (財政力指数, zaiseiryoku shisū). Er berechnet sich als Quotient aus den Steuereinnahmen einer Gebietskörperschaft durch den proportional zur Bevölkerung errechneten theoretischen Finanzbedarf, jeweils im Durchschnitt mehrerer Fiskaljahre. Die Zuschüsse aus dem Finanzausgleich der Zentralregierung aus dafür vorgesehenen Steuern, den chihō-kōfu-zei („Regionalzuteilungssteuern“: unter anderem Teile der Einkommensteuer, der Körperschaftsteuer, der Mehrwertsteuer und der Tabaksteuer), werden nur an Präfekturen mit einem Finanzkraftindex unter 1 verteilt und richten sich in der Höhe nach dem Finanzkraftindex. Zusammen machen Präfektursteuern (Fj. 2007: 43,1 %) und chihō-kōfu-zei etwa 60 % der Gesamteinnahmen der Präfekturen aus, jeweils rund ein Zehntel kommen aus sachgebundenen Zuschüssen der Zentralregierung (kokko hojo futankin) und Präfekturanleihen, das verbleibende Sechstel stammt aus sonstigen Einnahmen.
Seit dem erstmaligen Machtverlust der Liberaldemokratischen Partei 1993 führten das nationale Parlament und die Zentralregierung mehrere Reformen zur fiskalischen Dezentralisierung durch. 2001 leitete das Kabinett Koizumi die sogenannten sanmi-ittai-kaikaku (三位一体改革, etwa „Drei Reformen in einem“) ein, nach denen der Finanzausgleich durch „Regionalzuteilungssteuern“ gesenkt, der feste Präfekturanteil an nationalen Steuern und die sachgebundenen Zuweisungen der Zentralregierung erhöht wurden. Und obwohl die fiskalischen und politischen Möglichkeiten der Präfekturen im Vergleich zu z. B. Einheiten föderaler Staaten gering sind, ist es vielen Präfekturen in den letzten Jahrzehnten gelungen, ihre Haushalte etwas zu konsolidieren und damit ihre fiskalische (und damit politische) Abhängigkeit von der Zentralregierung zu reduzieren. Zwar hatten nur zwei Präfekturen – Tokio und Aichi – in den letzten Jahren einen Finanzkraftindex von größer als 1, erreichten also die eigenständige Deckung ihres Finanzbedarfs; aber mit einem durchschnittlichen Finanzkraftindex von 0,5 im Fiskaljahr 2007, sind die Präfekturen insgesamt weniger von der Zentralregierung abhängig als über Jahrzehnte der Nachkriegszeit. Dabei bestehen aber begünstigt durch die ungleichmäßige Bevölkerungsverteilung Japans, Landflucht und Wirtschaftskonzentration erhebliche Unterschiede zwischen einzelnen Präfekturen. Die „ärmsten“ Präfekturen mit Finanzkraftindizes von unter 0,25 waren im Fiskaljahr 2007 Shimane und Kōchi. Im Fiskaljahr 2012 lag der Finanzkraftindex aller Präfekturen unter 1; aber die Haushaltslage in Aichi, Kanagawa und Tokio war mit Werten um 0,9 mit Abstand besser als in anderen Präfekturen; Shimane, Kōchi und Tottori lagen mit Finanzkraftindizes unter 0,25 am Ende der Liste.
Früher machten die eigenen Steuereinnahmen nur etwa 30 Prozent des Haushalts aus, die restlichen Mittel wurden von der Zentralregierung als Finanzausgleich und als Subventionen gezahlt. Daher wurde auch von einer „30 %-Unabhängigkeit“ der lokalen Verwaltungen gesprochen. Dadurch besitzen das japanische Innenministerium und andere Ministerien umfangreiche Befugnisse, um sich in lokale Entscheidungen einzumischen. Unliebsame Entscheidungen kann die Zentralverwaltung direkt verhindern oder durch den Entzug der Subventionen bestrafen. Diese Regelungen führen zu einer weitgehenden Standardisierung der Prozesse und Entscheidungen zwischen den Präfekturen und zu einer starken Machtkonzentration in Tokio. So werden lokale Infrastrukturprojekte durch Mittel aus Tokio mitfinanziert. Dadurch werden bisweilen auch unrentable oder überflüssige Projekte beschlossen, nur um sich Fördermittel zu erschleichen, ein auch in anderen Ländern bekanntes Problem.

## Parlamente
Die Präfekturparlamente ([to-/dō-/fu-/ken-]gikai) sind für die Verabschiedung von Präfekturverordnungen, die Haushalte, die Präfektursteuern und die Abstimmung über Personalnominierungen des Gouverneurs wie z. B. die Vizegouverneure zuständig. Auch wenn sie in Japan wie die Kommunalparlamente „Parlamente“ heißen (gikai, in der englischen Übersetzung der Verfassung heißt es dagegen nur assemblies, im Verfassungsentwurf des SCAP stand prefectural […] legislative assemblies), sind sie im staatsrechtlichen Sinne keine Parlamente, da die Präfekturen nur selbstverwaltete Körperschaften sind und nur das nationale Parlament Gesetze verabschieden kann. Rechtliche Grundlage der heutigen Präfekturparlamente sind vor allem Artikel 93 der Verfassung von 1947, in dem ihre Existenz und ihre direkte Wahl festgeschrieben sind, und das „Gesetz über lokale Selbstverwaltung“. Vor 1947 hießen die Präfekturparlamente „Präfekturversammlungen“ (dō-/fu-/kenkai; auch die -dō hatte schon seit 1901 ein Parlament und war seit 1946 gleichwertig Präfektur), auch wenn manchmal auch rückwirkend die neuen Namen als -gikai verwendet werden.
Die Präfekturparlamente werden für eine Amtszeit von vier Jahren in Mehr- und Einmandatswahlkreisen durch nicht übertragbare Einzelstimmgebung bzw. einfache Mehrheitswahl gewählt. Sie können zum Gegenstand eines Recalls gemacht werden, sich mit Vierfünftelmehrheit (unter den anwesenden Abgeordneten, die wiederum mindestens drei Viertel des gesamten Parlaments ausmachen müssen) selbst auflösen und können im Falle eines Misstrauensvotums gegen den Gouverneur von diesem aufgelöst werden. Abgeordnete müssen das 25. Lebensjahr vollendet haben und das aktive Wahlrecht besitzen, also japanische Staatsbürger sein und seit mindestens drei Monaten in einer Gemeinde der betreffenden Präfektur gemeldet sein. Eine gleichzeitige Mitgliedschaft in einem Präfekturparlament und einer Kammer des nationalen Parlaments ist ausgeschlossen.
Zurzeit werden regulär 41 Präfekturparlamente bei „einheitlichen Regionalwahlen“ gewählt, zuletzt im April 2015. In den Parlamenten von Osaka und Tokio sind Präfekturparteien der jeweiligen Gouverneure stärkste Parteien, in den meisten anderen Präfekturen die Liberaldemokratische Partei, wobei in vielen Präfekturen Unabhängige einen erheblichen Teil der Abgeordneten ausmachen und sich viele Fraktionen nicht ausschließlich nach Parteizugehörigkeit organisieren. In Iwate bildeten nach der Wahl 2015 Ichirō Ozawas Seikatsu no Tō und die damalige Demokratische Partei gemeinsam die stärkste Fraktion, eine Fraktion aus ehemaligen Demokraten ist auch im Parlament von Mie stärkste Kraft.

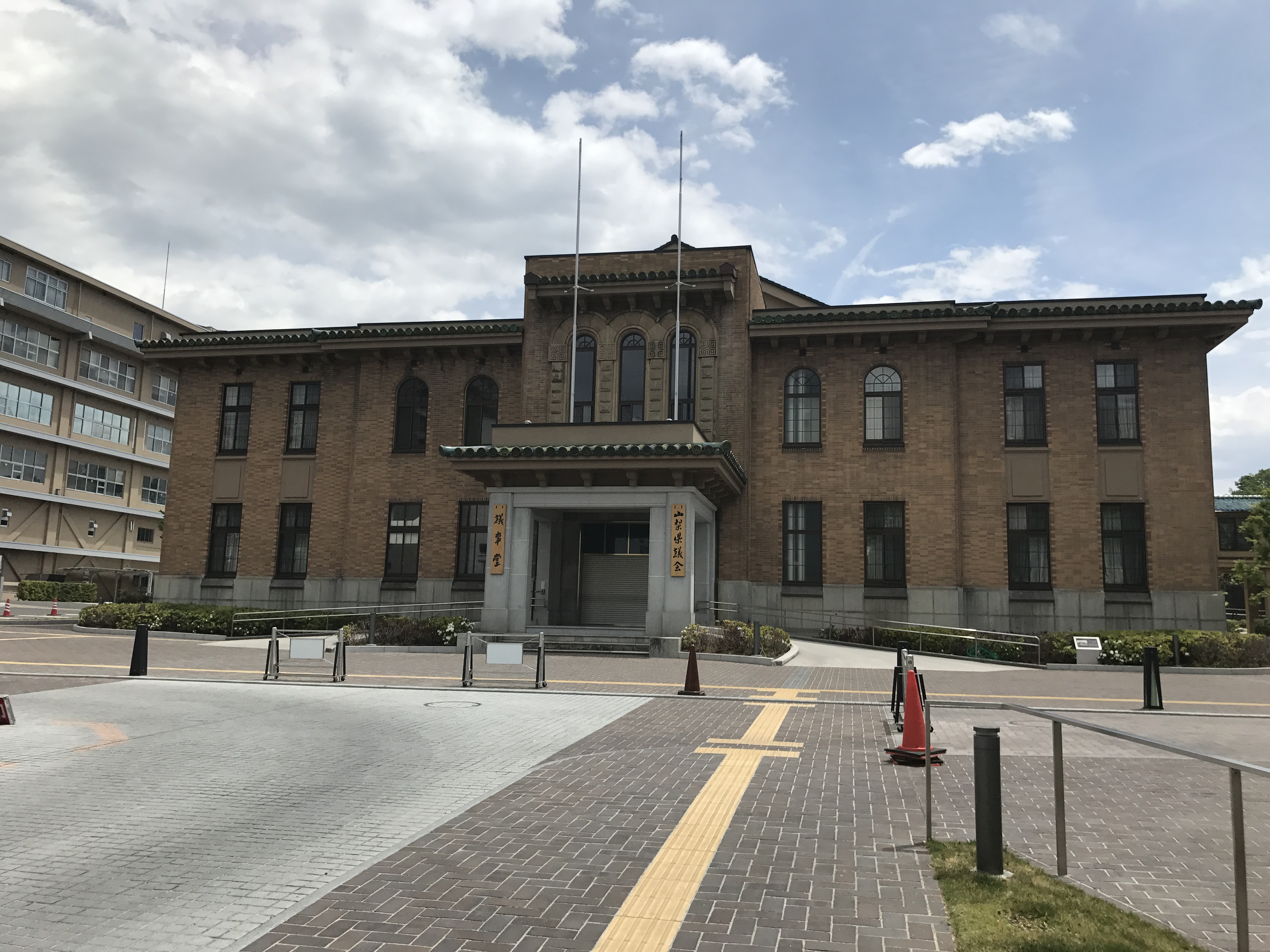
Präfekturparlamentsgebäude Yamanashi

Die Geschichte der Präfekturparlamente ist älter als die der Verfassung des Kaiserreichs und des nationalen Parlaments. Sie wurden bereits 1878 vom Dajōkan (der Reichsregierung der frühen Meiji-Zeit) durch eines der „drei neuen Regionalgesetze“ (chihō-san-shimpō) geschaffen und wurden zu einer Plattform für die „Bewegung für Volksrechte“, die eine parlamentarische Repräsentation auch auf nationaler Ebene von der Regierung einforderte. Aktives und passives Wahlrecht waren auf Männer beschränkt und an anfangs sehr restriktive Zensusbeschränkungen gebunden, die Altersgrenzen waren bereits damals 20 und 25 Jahre. Jeder Landkreis (gun) und jeder Stadtkreis/„Bezirk“ (ku: damals Städte, nur in den Hauptstädten Kyōto, Osaka und Tokio bereits die Unterteilungen, die 1889 zu Stadtbezirken der neuen gleichnamigen Städte wurden) wählte bis zu fünf Abgeordnete. Die Wahlen waren anfangs ähnlich wie heute zum nationalen Oberhaus gestaffelt: Alle zwei Jahre wurde eine Hälfte der Abgeordneten für vier Jahre gewählt. Die Parlamente hatten insbesondere das Recht, über die ebenfalls 1878 geschaffenen Präfektursteuern und die Präfekturhaushalte zu entscheiden. Alle übrigen Entscheidungen waren von der Zustimmung des Gouverneurs abhängig, der den Innenminister außerdem bitten konnte, das Parlament aufzulösen.
In den 1890er Jahren wurden Präfekturparlamente nach der neu eingeführten Präfekturordnung (fukensei) von 1890 indirekt von Stadtverordnetenversammlungen/Kreistagen (shi-/gun-kai) und Magistraten/Kreisausschüssen (shi-/gun-sanjikai) gewählt; aber diese Präfekturordnung wurde in verschiedenen Präfekturen zu unterschiedlichen Zeitpunkten umgesetzt, in einigen Präfekturen gar nicht, bevor die neu gefasste Präfekturordnung von 1899 in Kraft trat, mit der Präfekturparlamentsabgeordnete wieder direkt gewählt wurden. In Okinawa-ken galt die Präfekturordnung ab 1909. Die Hokkaidō erhielt zwar 1901 ein Parlament, aber bis zur Besatzungszeit nach separaten Sonderregelungen mit noch beschränkteren Befugnissen als (andere) Präfekturparlamente. Wie auf Nationalebene wurden die Zensushürden zum Wahlrecht im frühen 20. Jahrhundert schrittweise gelockert, schließlich während der „Taishō-Demokratie“ der 1920er Jahre ganz abgeschafft, als auch auf National- und Kommunalebene das allgemeine Wahlrecht für Männer eingeführt wurde. Ein mehrfach diskutiertes Frauenwahlrecht scheiterte am Widerstand in Teilen beider großer bürgerlichen Parteien und im Herrenhaus und wurde erst in der Besatzungszeit realisiert.

### Aktuelle Zusammensetzung
2023 wurden 44 Präfekturparlamente neu gewählt, vor allem bei den einheitlichen Regionalwahlen im April. Insgesamt setzten sich die 47 Parlamente zum Jahresende 2023 wie folgt zusammen (Erhebung zum 31. Dezember 2023, aber Parteizugehörigkeiten nach den Kandidatenmeldungen bei der jeweils letzten Wahl):
| Partei                | Partei                                                      | Sitze | Sitze  |
| Partei                | Partei                                                      | Zahl  | Anteil |
| --------------------- | ----------------------------------------------------------- | ----- | ------ |
|                       | Liberaldemokratische Partei                                 | 1301  | 49,2 % |
|                       | Konstitutionell-Demokratische Partei                        | 232   | 8,8 %  |
|                       | Kōmeitō                                                     | 206   | 7,8 %  |
|                       | Kommunistische Partei Japans                                | 113   | 4,3 %  |
|                       | Nippon Ishin no Kai                                         | 74    | 2,8 %  |
|                       | Demokratische Volkspartei                                   | 34    | 1,3 %  |
|                       | Sozialdemokratische Partei                                  | 8     | 0,3 %  |
|                       | Sanseitō                                                    | 5     | 0,2 %  |
|                       | Sonstige (inkl. Ōsaka Ishin no Kai, „alte“ KDP, „alte“ DVP) | 114   | 4,3 %  |
|                       | Unabhängige                                                 | 557   | 21,1 % |
| Summe (ohne Vakanzen) | Summe (ohne Vakanzen)                                       | 2644  | 100 %  |

386 Abgeordnete waren Frauen, der Frauenanteil betrug damit 14,6 %.

## Symbole

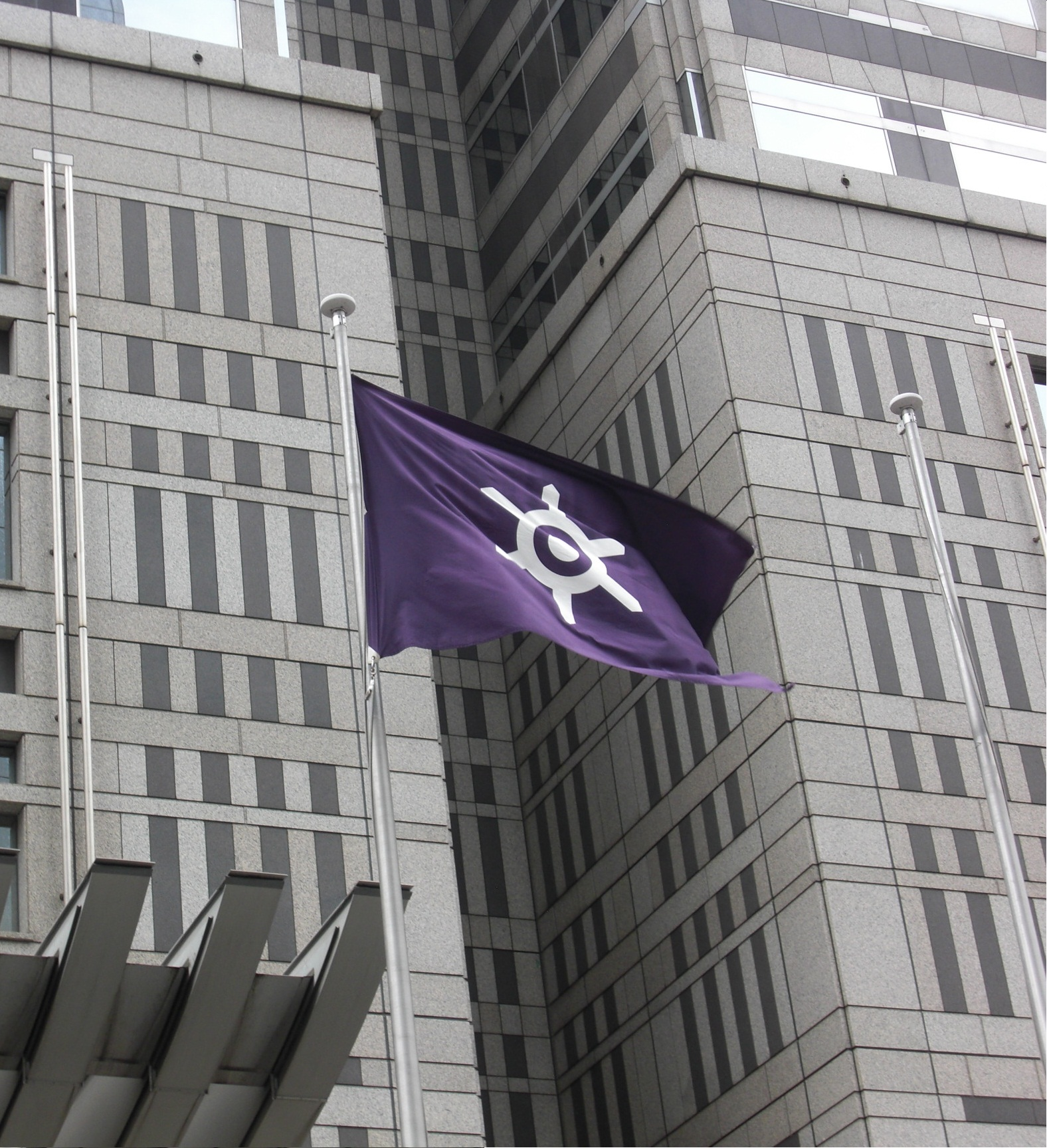
Die Präfekturflagge von Tokio vor dem Gebäude der Präfekturverwaltung

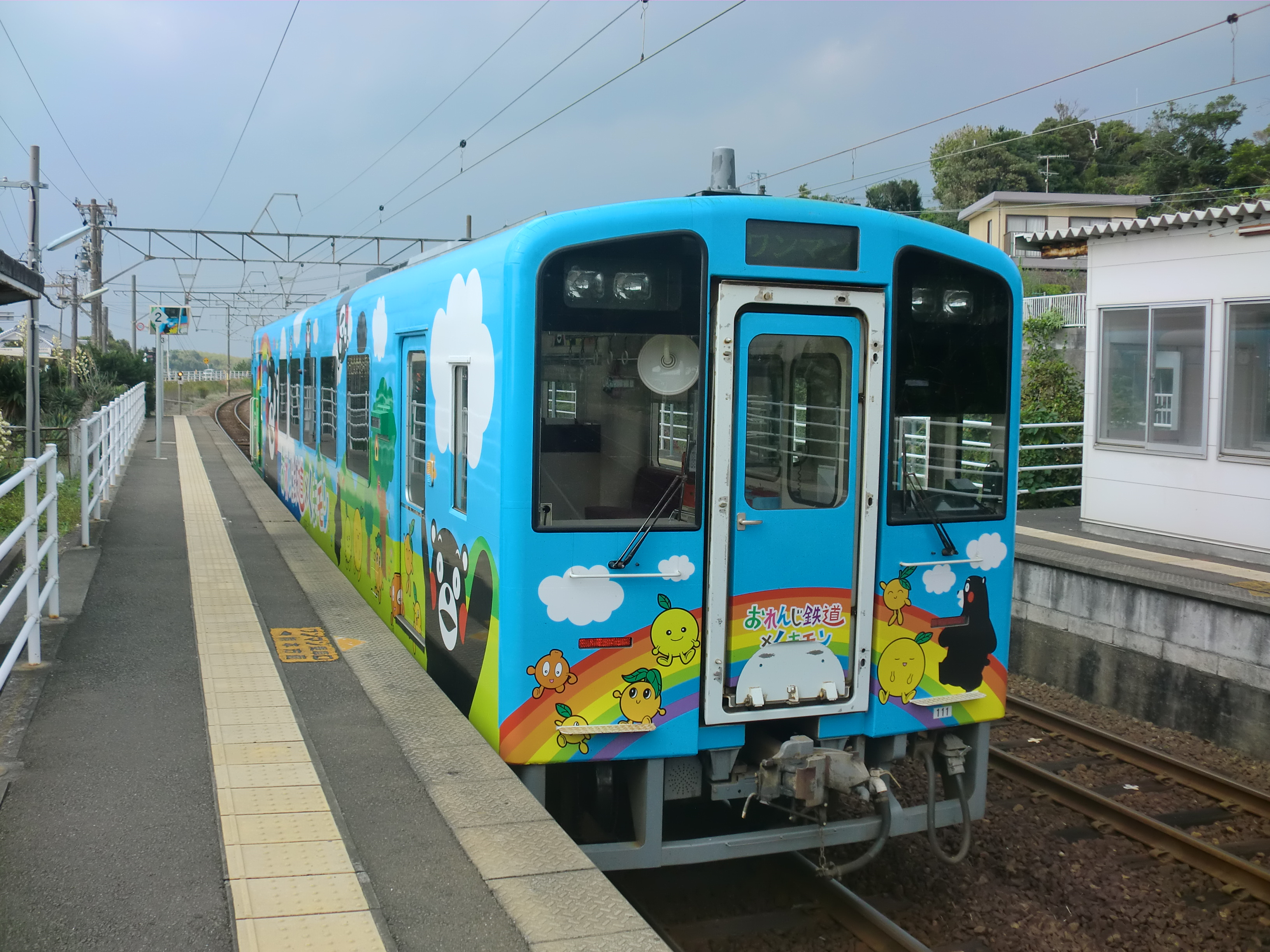
Lokalzug mit Kumamon-Deko

Jede Präfektur führt ein symbolhaftes Präfekturlogo, hat sich einen Baum, einen Vogel und eine Blume gewählt, neuerdings gelegentlich auch einen Fisch.
Präfekturlieder werden zum Beispiel bei bestimmten Sportveranstaltungen gesungen; die meisten, aber nicht alle davon sind von der jeweiligen Präfekturverwaltung als Präfekturhymne anerkannt.
In den letzten Jahrzehnten haben sich die meisten Präfekturen auch ein PR-Maskottchen zugelegt; sehr erfolgreich ist das Kumamon von Kumamoto.

## Hauptstädte
Durch Präfekturverordnung wird der Sitz der Präfekturverwaltung (都道府県庁所在地, to-/dō-/fu-/ken-chō-shozaichi) festgelegt, gemeinhin auch Präfekturhauptstadt (県都, kento; dōto für Hokkaidō; allerdings nicht „futo“ oder „toto“) genannt. In der Regel ist der Verwaltungssitz auch die größte Stadt einer Präfektur, in vielen Fällen ist die mit der Präfektur gleichnamige Stadt Hauptstadt, Ausnahmen sind: Iwate (Hauptstadt: Morioka), Ibaraki (Hauptstadt: Mito), Tochigi (Hauptstadt: Utsunomiya), Yamanashi (Hauptstadt: Kōfu) und Okinawa (Hauptstadt: Naha) sowie historisch die inzwischen aufgelösten Gemeinden Miyagi (Hauptstadt: Sendai), Gunma (Hauptstadt: Maebashi), Kanagawa (Hauptstadt: Yokohama), Ishikawa (Hauptstadt: Kanazawa), Aichi (Hauptstadt: Nagoya), Mie (Hauptstadt: Tsu), Shiga (Hauptstadt: Ōtsu), Hyōgo (Hauptstadt: Kōbe), Shimane (Hauptstadt: Matsue) und Kagawa (Hauptstadt: Takamatsu). In der Präfektur Saitama teilten sich Sakitama (im heutigen Gyōda; damalige Hauptstadt: Urawa im heutigen Saitama) und die Präfektur zwar die gleiche Schreibung als 埼玉, aber verschiedene Lesungen.
Tokio stellt einen Sonderfall dar: Die Präfekturhauptstadt Tokio wurde 1943 aufgelöst, Sitz der Präfekturverwaltung war danach der Bezirk Kōjimachi, ab 1947 der „Sonderbezirk“ Chiyoda – das Gebäude der Präfekturverwaltung brannte im Krieg nieder, der Neubau wurde aber wieder dort errichtet –, seit 1991 Shinjuku. Nach einer Stellungnahme des Gouverneursbüros der Präfektur Tokio können für geographische Zwecke wie auf Landkarten die 23 Bezirke kollektiv („Tokio“) als Präfekturhauptstadt betrachtet werden.
Viele Präfekturhauptstädte wurden schon bei deren Einführung 1889 zu kreisfreien Städten (-shi). Damals war die Hauptstadt dann in den meisten Fällen zunächst auch die einzige kreisfreie Stadt einer Präfektur (siehe Shi (Japan)#Liste der ersten shi von 1890), bis in den folgenden Jahrzehnten weitere -shi eingerichtet wurden. Saitama war am Ende die letzte Präfektur, deren Hauptstadt kreisangehörig war: Urawa-machi im Kreis Nord-Adachi wurde erst 1934 zur Urawa-shi.

## Wahlkalender
Dieser Wahlkalender verzeichnet monatsweise die Termine der jeweils letzten regulären Präfekturwahlen, also Gouverneurswahlen und Parlamentswahlen ohne Nachwahlen zu einzelnen Sitzen. Wenn nicht durch Rücktritt, Tod, Recall, Misstrauensvotum, Auflösung etc. Neuwahlen ausgelöst werden, findet die nächste reguläre Wahl also voraussichtlich etwa vier Jahre später statt. Der genaue Wahltermin wird relativ kurzfristig, meist einige Monate vorher von der jeweiligen Wahlkommission festgelegt.
Die bei den 1. einheitlichen Wahlen 1947 zunächst in 46 Präfekturen synchronisierten Wahlperioden sind inzwischen weitgehend asynchron, vor allem bei den Gouverneurswahlen. Derzeit (Stand: November 2024) sind nur in zehn Präfekturen jeweils die aktuellen Gouverneure und Parlamente gleichzeitig gewählt worden, neun bei den einheitlichen Regionalwahlen 2023 und Gouverneur und Parlament von Iwate bei den Wahlen im Herbst 2023.
| 2021        | 2021          | 2021               | 2021     | 2021                                                              | 2021     | 2021    | 2021                  | 2021          | 2021        | 2021                  | 2021           | 2021          |
| Monat       | Jan.          | Feb.               | Mär.     | Apr.                                                              | Mai      | Jun.    | Jul.                  | Aug.          | Sep.        | Okt. (nationale Wahl) | Nov.           | Dez.          |
| ----------- | ------------- | ------------------ | -------- | ----------------------------------------------------------------- | -------- | ------- | --------------------- | ------------- | ----------- | --------------------- | -------------- | ------------- |
| Gouverneure | Yamagata Gifu |                    | Chiba    | Akita Fukuoka                                                     |          |         |                       |               | Ibaraki Mie | Miyagi                | Hiroshima      |               |
| Parlamente  |               |                    |          |                                                                   |          |         | Tokio                 |               |             |                       |                |               |
| 2022        |               |                    |          |                                                                   |          |         |                       |               |             |                       |                |               |
| Monat       | Jan.          | Feb.               | Mär.     | Apr.                                                              | Mai      | Jun.    | Jul. (nationale Wahl) | Aug.          | Sep.        | Okt.                  | Nov.           | Dez.          |
| Gouverneure |               | Nagasaki Yamaguchi | Ishikawa | Kyōto                                                             | Niigata  |         | Shiga                 | Nagano Kagawa | Okinawa     | Fukushima             | Wakayama Ehime | Miyazaki Saga |
| Parlamente  |               |                    |          |                                                                   |          |         |                       |               |             |                       |                | Ibaraki       |
| 2023        |               |                    |          |                                                                   |          |         |                       |               |             |                       |                |               |
| Monat       | Jan.          | Feb.               | Mär.     | Apr. (einheitl. Wahlen)                                           | Mai      | Jun.    | Jul.                  | Aug.          | Sep.        | Okt.                  | Nov.           | Dez.          |
| Gouverneure | Yamanashi     | Aichi              |          | Hokkaidō Kanagawa Fukui Osaka Nara Tokushima Tottori Shimane Ōita |          | Aomori  | Gunma                 | Saitama       | Iwate       |                       | Kōchi          |               |
| Parlamente  |               |                    |          | übrige 41                                                         |          |         |                       |               | Iwate       | Miyagi                | Fukushima      |               |
| 2024        |               |                    |          |                                                                   |          |         |                       |               |             |                       |                |               |
| Monat       | Jan.          | Feb.               | Mär.     | Apr.                                                              | Mai      | Jun.    | Jul.                  | Aug.          | Sep.        | Okt. (nationale Wahl) | Nov.           | Dez.          |
| Gouverneure |               |                    | Kumamoto |                                                                   | Shizuoka |         | Kagoshima Tokio       |               |             | Toyama Okayama        | Tochigi Hyōgo  |               |
| Parlamente  |               |                    |          |                                                                   |          | Okinawa |                       |               |             |                       |                |               |

Wahlen ohne Abstimmung:
- mit * markiert: Gouverneurswahl mangels Gegenkandidaten ohne Abstimmung
- In der Regel gibt es bei fast allen Präfekturparlamentswahlen mindestens einen Wahlkreis, in dem nur so viele Kandidaten antreten wie Sitze zu vergeben sind und wo folglich keine Abstimmung stattfindet. Bei den 41 einheitlichen Parlamentswahlen 2023 war dies insgesamt in 37,1 % der Wahlkreise für 25 % der Abgeordneten der Fall.[8]